# Christian Werner
Pour les articles homonymes, voir Werner.
Christian Werner (né le 19 mai 1892 à Stuttgart, Royaume de Wurtemberg et mort le 17 juin 1932 à Bad Cannstatt) était un pilote automobile allemand. 

## Biographie
Comme de nombreux pilotes de l'époque, Christian Werner commence sa carrière chez Daimler Motor Company. Après la première guerre mondiale, il devient pilote officiel de la marque, qu'il représente dans plusieurs épreuves internationales, notamment les 500 miles d'Indianapolis, où il termine en onzième position de l'édition 1923.
En 1924, il remporte la Targa Florio (ainsi que la Coppa Florio), ce qui reste le plus grand succès de sa carrière. La même année il est aussi victorieux de la Course de côte du Semmering près de Vienne, longue de 10 kilomètres. En 1925 et 1926, il est le premier vainqueur de la Course de côte du Schauinsland. En 1928, il remporte également sur le Nürburgring le Grand Prix d'Allemagne, en équipage avec son compatriote Rudolf Caracciola.

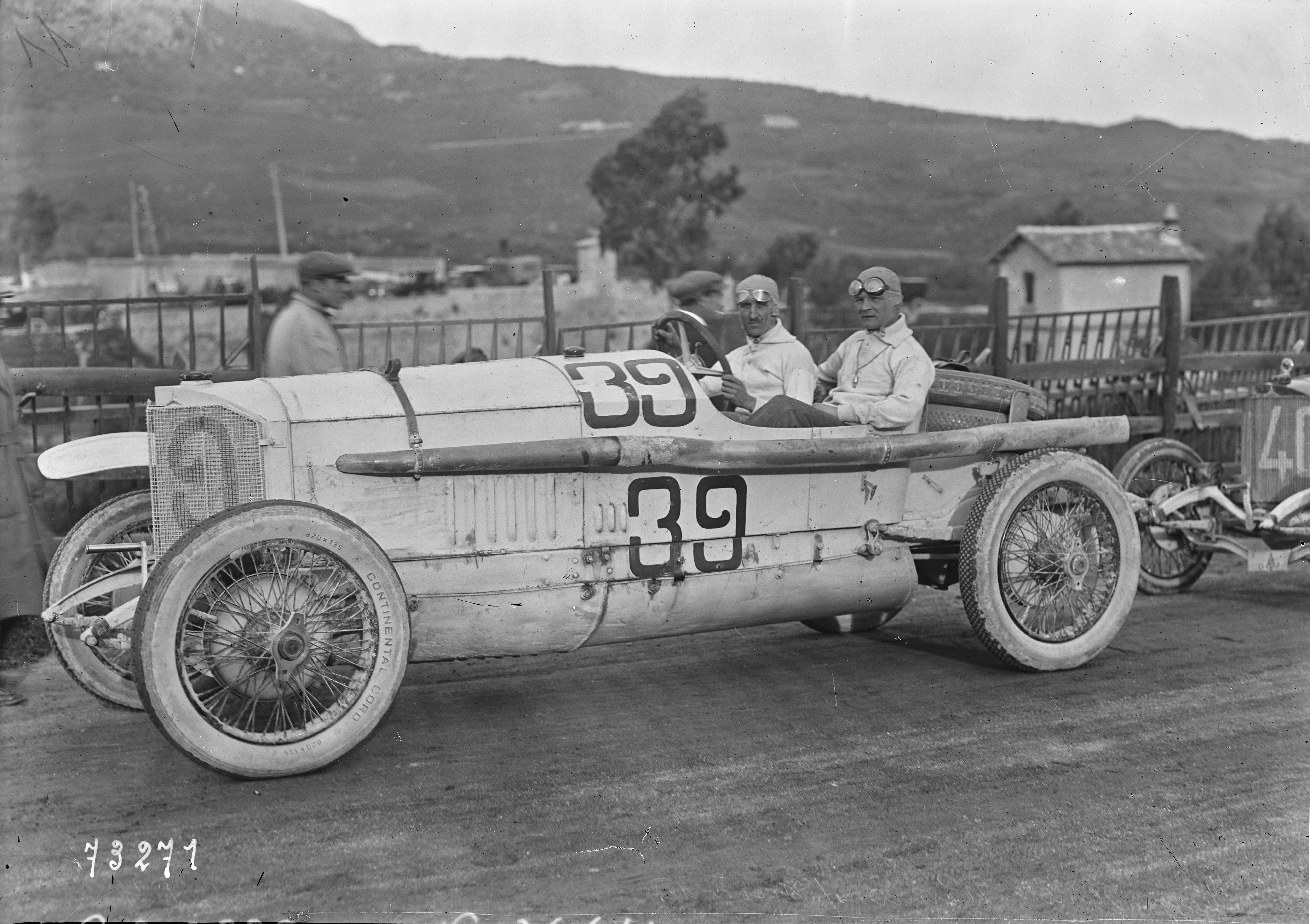
Christian Werner au volant de sa Mercedes à la Targa Florio 1922.
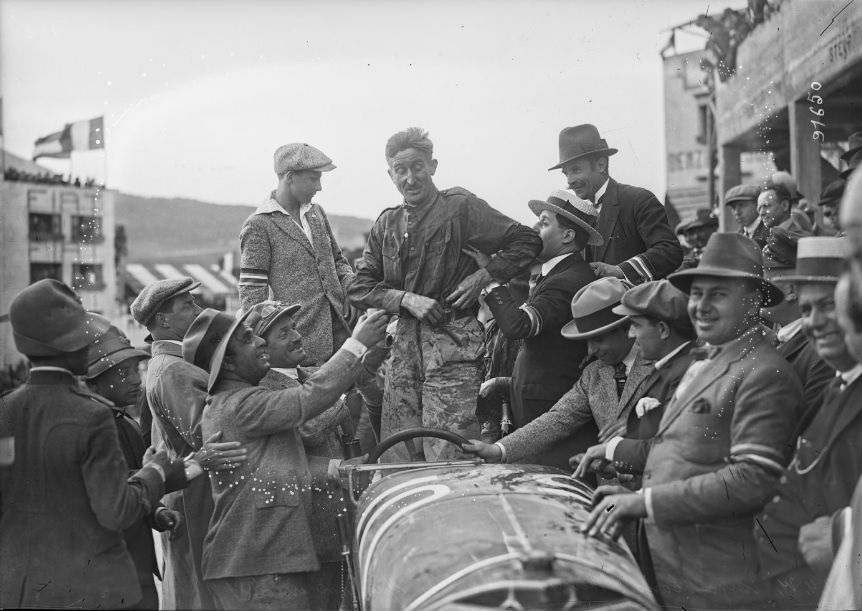
Werner remporte la Targa Florio 1924 sur Mercedes.